# Passageninstrument

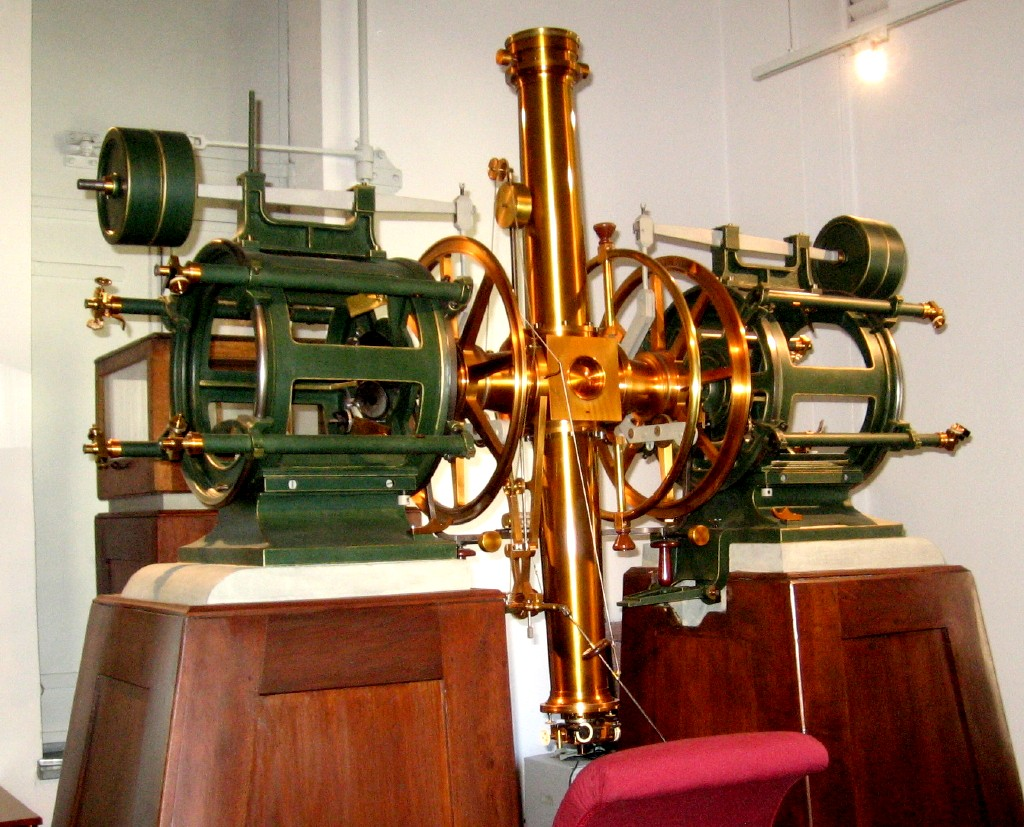
Passageinstrument (Kuffner-Sternwarte)

Ein Passageninstrument (auch: Passage-, Durchgangsinstrument oder Mittagsrohr) ist ein Messinstrument der Astrogeodäsie und Astrometrie, das mit seiner horizontalen Achse beliebige Vertikalkreise definiert. Es dient dazu, an einem vertikalen Fadennetz die Zeitpunkte von Sterndurchgängen (das heißt von „Passagen“) zu beobachten und ist infolge seiner – gegenüber dem Meridiankreis sehr kompakten – Bauweise in beschränkter Weise transportabel.
Im Gegensatz zum Meridiankreis dient es nicht zur Messung von Sternörtern, sondern zur astronomischen Längen- und Zeitbestimmung sowie teilweise zur Azimutmessung.
Das Prinzip des Instruments wurde 1689 von Ole Rømer erfunden und zur Zeitbestimmung durch Beobachtung der Meridiandurchgänge von Sternen eingesetzt. Dazu montierte er ein Fernrohr, das um eine feste, genau horizontale Ost-West-Achse (Kippachse) drehbar ist, und registrierte die Sterndurchgänge mittels der Schläge einer Präzisionspendeluhr. Seit Ende des 19. Jahrhunderts hat sich die Bauweise als gebrochenes Fernrohr durchgesetzt.

## Funktionsweise
Alle astronomischen Objekte durchlaufen den Himmelsmeridian horizontal. Mit einem nach dem Meridian ausgerichteten Teleskop und einem registrierenden Chronometer kann man die Rektaszension eines Gestirns genau bestimmen. Aus seiner scheinbaren Höhe beim Durchgang ist auch die Deklination bestimmbar, wenn die Polhöhe bekannt und ein Vertikalkreis vorhanden ist.
Die Sterndurchgänge werden durch ein paralleles Fadennetz gemessen (früher waren es tatsächlich Spinnfäden spezieller Spinnenarten) oder, zur Genauigkeitssteigerung, mit einem optischen Mikrometer und elektrischen Kontakten („unpersönliches Mikrometer“, siehe auch: Universalinstrument). Die Zeitregistrierung erfolgte bis etwa 1980 mit Band- oder Druckchronografen, bei heutigen Anwendungen digital.
Die gemessenen Zeiten bzw. Winkel müssen (wie bei jeder Präzisionsmessung) um den Einfluss kleiner Achsneigungen berichtigt (reduziert) werden, was mit 2–3 Libellen und der Mayer-Formel (nach Tobias Mayer) erfolgt. Die Messgenauigkeit liegt bei etwa 0,1″, bei Mittelung mehrerer Sternpassagen entsprechend höher. Schon das erste, von Ole Römer um 1700 konstruierte Gerät erreichte zirka 1″. Die Zeitmessung ist visuell auf etwa 0,02 Sekunden genau und mit Mikrometer noch besser. In beiden Fällen muss man jedoch die „Persönliche Gleichung“ (Reaktionszeit) berücksichtigen. Sie beträgt durchschnittlich eine Zehntelsekunde (je nach Beobachter 0,05–0,2 s), ist aber auf wenige Hundertstelsekunden konstant. Für die Feststellung eventueller kleiner Veränderungen der Reaktionszeit wurde der künstliche Stern entwickelt.

## Anwendungen
Das Passageninstrument ist eine kleinere Form des Meridiankreises, mit dem man die Durchgangszeiten der Sterne durch den Meridian messen kann, und mit Zusatzgeräten auch die Zenitdistanz. In erster Linie dient(e) es zur Bestimmung
1. von Sternörtern – siehe Sternkataloge FK3, FK4 und Fundamentalsystem
2. zur Zeit- und Längenbestimmung – siehe Atomzeit, UTC und Lotabweichung
3. zum Monitoring der Erdrotation – siehe Polbewegung
4. (seltener) zur Messung astro-geodätischer Azimute. In diesem Fall wird das Instrument nicht im Meridian, sondern im Vertikalkreis des Vermessungspunktes verwendet (Methode von Niethammer).

Wegen ihrer kompakten Bauweise wurden Passageninstrumente nicht nur auf Sternwarten, sondern bis etwa 1980 vereinzelt auch auf Feldstationen eingesetzt. Manche solcher Instrumente hatten eine etwas andere Ausführung von Vertikalkreis bzw. Libellen und konnten z. T. auch außerhalb des Meridians verwendet werden (für Azimut- und Zenitdistanz-Messungen und die Lotabweichung). Für ein Stativ ist das Instrument zu schwer, obwohl es größenmäßig einen Präzisions-Theodolit nicht wesentlich übertrifft. Daher benötigt es einen Messpfeiler, wie sie etwa auf Fundamentalpunkten oder zur Absteckung langer Tunnel gebaut werden.
Auch Radioteleskope werden bisweilen als Durchgangsinstrument aufgebaut, da sie dann in nur einer Achse beweglich ausgeführt werden müssen. Radioquellen können dann allerdings nur einmal täglich beobachtet werden. Ein Beispiel dafür war das fest in einen Talkessel eingebaute Arecibo-Observatorium auf Puerto Rico.
Ein bekannter Hersteller der Instrumente waren die Askania Werke in Berlin und bis etwa 1920 weitere Firmen wie Starke & Kammerer (Wien), Johann Georg Repsold (Hamburg) oder englische Werkstätten.